# حممة بن أبي حممة الدوسي
حُمَمَةُ بْنُ أَبِي حُمَمَةَ الدَّوْسِيُّ (ت. 21 هـ)، صحابي من دوس، وتوفي في خلافة عمر بن الخطاب.
جاء إلى بلاد فارس في عهد الخليفة عمر بن الخطاب مع جيش المسلمين وشارك في فتح أصبهان. توفي بسبب آلام في البطن ودفن في مدينة «جي» المعروف بتيرة بمدينة أصبهان. وكان هناك قبر الحافظ أبو القاسم سليمان الطبراني وقبر حممة بن أبي حممة في حي «طوقچی»، وقد وُضعا وسط الحسينية بعد بنائها.